# Primo Giroldini
Primo Giroldini (Parma, 10 marzo 1958) è un regista e produttore cinematografico italiano.

## Biografia
Fondatore di cineclub, organizzatore culturale, docente di storia del cinema e linguaggio cinematografico nella scuola media superiore.
Dal 1996 è direttore artistico del Parma Film Festival, manifestazione cinematografica dedicata al cinema indipendente e al documentario.
Nel 1997 crea Effetto Notte, casa di produzione cinematografica con la quale produce alcuni documentari di Francesco Barilli (Casa Barilli, Erberto Carboni, L'immensa foresta tra Romagna e Toscana, Il Palazzo Ducale di Parma e il Bertoja) e dal 2000 produce e dirige cortometraggi, video, documentari e un film di lungometraggio intitolato Nel cuore della notte. È inoltre attivo nel documentario storico sulla guerra di liberazione e sulla deportazione.

## Filmografia

### Produttore

#### Cortometraggi
- I tre fratelli calciatori, regia di Letizia Quintavalla e Bruno Stori (1997)

#### Documentari
- Casa Barilli, regia di Francesco Barilli (1997)
- Erberto Carboni, regia di Francesco Barilli (1998)
- L'immensa foresta tra Romagna e Toscana, regia di Francesco Barilli (1998)
- Parma arte e storia, regia di Pietro Ronchini e Ilaria Scaffardi (1999)
- Partigiani, regia di Primo Giroldini (2000)
- A proposito di Montechiarugolo, regia di Primo Giroldini (2000)
- Io sono ancora là, regia di Primo Giroldini (2004)
- Patrioti, ribelli, regia di Primo Giroldini (2004)
- Eravamo donne ribelli, regia di Primo Giroldini (2005)
- Luglio '44, regia di Primo Giroldini (2005)
- Il Palazzo Ducale e il Bertoja a Parma, regia di Francesco Barilli (2005)
- Iller Pattacini - Una vita in musica, regia di Primo Giroldini (2006)
- Immagini di memoria - Torrile in tempo di guerra, regia di Primo Giroldini (2006)
- Primavera 1944 - Bombe su Parma, regia di Primo Giroldini (2006)
- Sovversivi, regia di Primo Giroldini (2007)
- Po in blues, regia di Primo Giroldini (2007)
- La quarantasettesima, regia di Primo Giroldini (2008)
- La deportazione genovese - Racconti e testimonianze, regia di Primo Giroldini (2009)
- Sciopero - Savona 1º marzo 1944, regia di Primo Giroldini (2010)
- Guerra ai civili - Testico 15 aprile 1945, regia di Primo Giroldini (2010)
- Così si resisteva - Genova, regia di Primo Giroldini (2011)
- La scelta, regia di Primo Giroldini (2011)
- Storia di Mirka, regia di Primo Giroldini (2012)
- Amedeo Bocchi, regia di Primo Giroldini (2013)
- Poltrone rosse - Parma e il cinema, regia di Francesco Barilli (2014)
- Trid cme' la bula (Progetto Barricate), regia di Gianfranco Pannone (2014)
- Mondo Za, regia di Gianfranco Pannone (2017)

#### Lungometraggi
- Nel cuore della notte, regia di Primo Giroldini (2002)

### Regista

#### Documentari
- Partigiani (2000)
- A proposito di Montechiarugolo (2000)
- Io sono ancora là (2004)
- Patrioti, ribelli (2004)
- Eravamo donne ribelli (2005)
- Luglio '44 (2005)
- Iller Pattacini - Una vita in musica (2006)
- Immagini di memoria - Torrile in tempo di guerra (2006)
- Primavera 1944 - Bombe su Parma (2006)
- Sovversivi (2007)
- Po in blues (2007)
- La quarantasettesima (2008)
- La deportazione genovese - Racconti e testimonianze (2009)
- Sciopero - Savona 1º marzo 1944 (2010)
- Guerra ai civili - Testico 15 aprile 1945 (2010)
- Così si resisteva - Genova (2011)
- La scelta (2011)
- Storia di Mirka (2012)
- Amedeo Bocchi (2013)

#### Lungometraggi
- Nel cuore della notte (2002)

### Attore
- Nel cuore della notte, regia di Primo Giroldini (2002)
- Virus, regia di Francesco Campanini - cortometraggio (2003)
- Il gatto nero, regia di Lucrezia Le Moli - cortometraggio (2003)